# Uranoscopus oligolepis
Uranoscopus oligolepis (лат., от греч. ouranos — небо и skopein — смотреть) — вид лучепёрых рыб из семейства звездочётовых (Uranoscopidae).
Длина тела составляет до 11,5 см. Твёрдых лучей спинного плавника 4—5, мягких 13—14. В анальном плавнике 12—15 лучей. Окрас тела однотонный.
Вид распространён в западной части Тихого океана: от пролива Бали до Тимора. Сообщается о находках этих рыб у берегов Тайваня, Малайзии, Новой Каледонии. Сообщение об обнаружении в водах Маврикия нуждается в проверке.
Морская донная рыба. Обитает на глубине от 2 до 35 м.
Безвредна для человека и не является объектом промысла.